# Furalaxyl
Furalaxyl ist ein Pflanzenschutzmittel-Wirkstoff aus der Gruppe der Acylalanine, ein 1977 von Ciba-Geigy eingeführtes systemisches Fungizid.

## Herstellung
Furalaxyl kann ausgehend von 2,6-Dimethylanilin und 2-Brompropionsäuremethylester gewonnen werden, deren Produkt mit Furan-2-carbonsäurechlorid weiterreagiert. Bei der Synthese entsteht ein 1:1-Gemisch (Racemat) der (S)-Form und der (R)-Form des Wirkstoffs.

## Verwendung
Furalaxyl wirkt sowohl protektiv als auch kurativ und wird vor allem im Zierpflanzenanbau unter Glas verwendet. Dort dient es der Bekämpfung von Bodenpilzen (Pythium, Phytophthora) und Oomyceten wie Falscher Mehltau.
Der Wirkstoff hemmt die Synthese der ribosomalen RNA.

## Zulassung
Furalaxyl war von 1979 bis 1989 in der BRD zugelassen.
In den Staaten der EU und in der Schweiz sind keine Pflanzenschutzmittel mit diesem Wirkstoff zugelassen.